# Lars Alexandersson
Lars Alexandersson (en japonés: ラース・アレクサンダーソン) (Hepburn: Rāsu Arekusandāson) es un personaje sueco ficticio de la serie de videojuegos de lucha Tekken. Debutó en la revisión de la sexta entrega de la saga, Tekken 6,  y regresó como personaje clave en Tekken 7 .
Lars aparece como el comandante de las tropas rebeldes de las Fuerzas Tekken que se oponen a los planes de la Mishima Zaibatsu de conflagración global. Durante la trama de Tekken 6 se revela que Lars es un hijo ilegítimo de Heihachi Mishima, antiguo líder de la Mishima Zaibatsu y principal antagonista de la saga.

## Diseño
Lars Alexandersson es un personaje diseñado para ser el arquetipo de héroe, con todas las virtudes que ello conlleva (liderazgo, carisma, audacia, honorabilidad, coraje, astucia, etc.), lo que en el género de la crítica literaria se conoce como un personaje Gary Stu.
Físicamente es descrito como alto y musculoso. Posee un pelo castaño claro, erizado como es típico en los Mishima. Su vestimenta consta de la indumentaria de las Fuerzas Tekken, llevando una capa dividida en tres partes y una cabeza de león en el pecho.
Según declaró el productor del juego Tekken 6, Katsuhiro Harada, Lars fue diseñado sobre la base de ser un personaje que pudiera sobrepasar a los demás, además de hacer de sus técnicas y movimientos algo fácil de manejar para los jugadores más novatos. También se quiso que la trama del juego transcurriera alrededor del misterioso pasado de Lars, centrándose en su identidad y motivaciones de combatir contra Jin Kazama.

## Biografía

### Tekken 6/Tekken 6: Bloodline Rebellion
Jin Kazama se había convertido en el líder de la Mishima Zaibatsu. Inmediatamente lanzó una campaña de invasión global sobre otras naciones, empleando como fuerza de choque a las Fuerzas Tekken. La Corporación G, liderada por Kazuya Mishima, emergió como la única fuerza que se oponía a los planes de conquista de Jin.
Lars Alexandersson era uno de los más capacitados comandantes de las Fuerzas Tekken. Su carisma y liderazgo, unido a su actitud audaz y heroica, le hacían un modelo a imitar para sus hombres. Lars se oponía a los planes de Jin, así que encabezó a un grupo de soldados descontentos con las políticas de la Mishima Zaibatsu. 
Lars dirige un ataque sobre unos laboratorios de la Mishima Zaibatsu. Dentro se encuentra una joven llamada Alisa Bosconovitch, un androide de batalla diseñado por el Doctor Bosconovitch. Mientras Lars y sus hombres se hallaban dentro, son atacados por tropas de la Corporación G, causando una gran explosión que elimina a los hombres de Lars, y quedando este inconsciente. Lars se despierta junto a Alisa, descubriendo que ha perdido la memoria y padece amnesia. Al mismo tiempo, Jin y sus subordinados, Nina Williams y Eddy Gordo, se enteran de la huida de Lars y Alisa, lanzando una orden de busca y captura.
Lars recupera gradualmente la memoria a medida que avanza en su viaje con Alisa. Se reencuentra también con Tougou, su segundo al mando dentro de las fuerzas rebeldes de las Fuerzas Tekken, el cual le pide que vuelva a liderarlos, pero Lars siente que no sería responsable hacerlo.
Tras llegar a una gran mansión, Lars y Alisa se topan con Heihachi Mishima, antiguo líder de la Mishima Zaibatsu. Nada más verlo, Lars recupera la memoria: es hijo del propio Heihachi. Éste tampoco lo sabía, pero tampoco parece muy sorprendido. Se produce una igualada batalla entre ambos, pero cuando Lars se disponía a eliminar a Heihachi, se detiene de golpe, incapaz de hacerlo. Heihachi le propone unirse a él para combatir a Jin, pero él rehúsa, marchándose del lugar. Poco después contacta con Lee Chaolan, tío político de Jin, que le propone rescatar a una amiga suya, Julia Chang, a cambio de que le proporcione ayuda. Debido a que Julia era prisionera de la Corporación G, Kazuya se entera de las acciones de Lars y planea eliminarlo.
Lars y Alisa llegan a la sede de la Corporación G, donde son emboscados por tropas dirigidas por Anna Williams, lugarteniente de Kazuya. Gracias al sacrificio de Tougou, Lars y Alisa consiguen escapar.
Lars y Alisa planean infiltrarse a través del metro en la Mishima Zaibatsu. De camino son atacados por escuadrones de las Fuerzas Tekken lideradas por Nina, pero consiguen rechazarlos. Gracias a la ayuda de un ninja llamado Raven, consiguen llegar junto a Jin Kazama. Jin, que tenía previsto que llegaran, reprograma a Alisa, confesando que Alisa había sido fabricada para estar a su servicio, y que gracias a ella había estado al tanto de todos sus movimientos. Lars no tiene más remedio que combatir a Alisa, la cual le ataca de forma automática. Tras deshacerse de Alisa, Lars se reencuentra con Raven, el cual le dice que ha detectado que Jin se dirige a un templo desconocido en mitad de un desierto de localización no mencionada.
Lars y Raven descubren que Jin anda en busca de Azazel, un misterioso demonio oculto en el templo. Por el camino tienen que enfrentarse a Kazuya, que también anda en busca del poder de Azazel. En mitad de la pelea, Kazuya se percata de que Lars posee sangre Mishima, a lo cual se marcha, no sin afirmar que el destino de los Mishima es pelear y destruirse entre ellos. Tras seguir avanzando, llegan a la cripta de Azazel, combatiendo contra éste. Aparentemente consiguen derrotarlo, y el templo comienza a colapsarse.
Una vez fuera del templo, se vuelven a topar con Jin. Éste le ordena a Alisa que acabe con Lars, pero él vuelve a derrotarla; Alisa recupera durante un breve tiempo su «antiguo» yo, lo que causa la furia de Lars, que ataca a Jin. Tras una pelea entre ambos, Jin afirma que sus intenciones eran destruir a Azazel, ya que su mera existencia significa el fin del mundo. Lars replica que él ya eliminó a Azazel, pero Jin lo niega, afirmando que Azazel solo será destruido por alguien que posea el Gen Diabólico. En ese momento, Azazel comienza a resurgir fuera del templo; Jin lo golpea, cayendo ambos en un agujero, y provocando sus muertes aparentemente.
Lars lleva el cuerpo de Alisa a Lee Chaolan, esperando que la reviva. Al mismo tiempo, una llamada de origen desconocido le encarga una nueva misión.

### Tekken 7
Un ex oficial de la unidad militar especial de Mishima Zaibatsu, la Tekken Force, Lars dio un golpe de Estado y se rebeló contra su antiguo empleador.
Lars continúa luchando a pesar de la pérdida de sus camaradas caídos, y su sangrienta rebelión está lejos de terminar.

#### Modo historia
Mientras conduce en el Medio Oriente, Lars observa el anuncio de su padre biológico del Torneo 7 del Rey del Puño de Hierro. Más tarde encuentra y rescata a Jin de ser capturado por soldados de la ONU, llevando a su sobrino a una instalación propiedad de Lee para su recuperación. Más tarde, Lars se reúne con Alisa después de que Lee la trae. Cuando los tres vigilan a Jin, Lars está a punto de declarar sus intenciones para su sobrino cuando de repente son atacados por la Tekken Force. Lars y sus hombres mantienen a raya a los soldados mientras Alisa lucha contra Nina. Lee logra secuestrar el helicóptero que transportaba a Jin, y Lars escapa con Alisa mientras el ejército de Lars sale por el otro lado del pasaje de escape. Lee luego destruye la instalación sin que nadie se quede atrás. Más tarde, Lars pregunta si fue el plan de Lee todo el tiempo atraerlos para derrotarlos.
Más tarde, Lee le presenta a Lars a un periodista de investigación que está tratando de descubrir la verdad de la Mishima Zaibatsu. Mientras habla con Lee, Lars revela que tiene la intención de usar a Jin para detener la guerra, lo que sorprende al periodista. Más tarde, Lars encuentra al periodista preparándose para matar a Jin en venganza por comenzar la guerra que llevó a su familia como una de las bajas. Al comprender cómo se sintió el periodista, Lars le impide hacerlo, reiterando que cree que el mismo Jin será la clave para poner fin al conflicto.
Unos días después, Lars, Lee, Alisa y el periodista ven la transmisión de la forma diabólica de Kazuya y de Heihachi mientras este último lucha contra Akuma. Por la noche, Lars recibe una llamada del Mishima Zaibatsu, informándole que recoja al periodista en un muelle después de su entrevista con Heihachi. Unas horas más tarde, todos miran a través del satélite espía de Lee mientras Heihachi y Kazuya luchan por última vez dentro de un volcán.
Después de que Heihachi es asesinado por Kazuya, Lars se para en los tejados de una ciudad destruida con Lee y Alisa, y le dice al ahora despierto Jin que ahora tiene que corregir sus errores y poner fin al conflicto interminable para siempre.

## Spin-offs

### Naruto Shippuden: Ultimate Ninja Storm 2
Debido a que Masashi Kishimoto había diseñado el atuendo alternativo de Lars en Tekken 6, este hace un cameo en Naruto Shippuden: Ultimate Ninja Storm 2.

### Street Fighter X Tekken
Lars Alexandersson hace aparición en este juego, formando pareja con Alisa Bosconovitch, al igual que en el Modo Campaña de Tekken 6. Lars debe ser adquirido como DLC junto a otros 11 luchadores, aunque está disponible desde el principio en la versión de PlayStation Vita.
El sitio web oficial del juego describe a Lars como «El ex líder joven y brillante de la Fuerza Tekken, con un enorme potencial de combate y una inteligencia acorde.»

## Recepción
El personaje de Lars Alexandersson ha recibido críticas mixtas respecto a su diseño y movimientos. IGN alabó su personalidad y actitud, a la vez que sus accesorios que permitían convertirlo en un personaje con una identidad muy propia. GameSpy afirmó que sus rápidos movimientos lo convertían en un personaje temible, pero calificaron a su diseño como «absurdo», afirmando que recordaba a Michael Jackson. GameSpot afirmaba que parecía que Tekken buscaba conseguir un nuevo Jin Kazama con Lars, pero que lo único «destacable» que poseía era su peinado. Otros medios como GiantBomb afirmaron que su diseño recordaba a un personaje de la saga Final Fantasy.